# Moskvitch G3
El Moskvitch G3 fue un auto de carreras de Moskvitch diseñado en 1961 por L. Shugorov, y a diferencia del G1 y G2, estaba basado en los modelos tradicionales, teniendo un motor delantero y tracción trasera, así como suspensión frontal independiente. El motor era derivado del Moskvitch 407, pero con pistones convexos y una potencia incrementada a 76 hp.
- Datos: Q11693707